# (37865) 1998 FS15
1998 أف أس 15 (ويعرف أيضًا باسم (37865) 1998 أف أس 15 وفق تسمية الكوكب الصغير) (بالإنجليزية: 1998 FS15)‏ هو كويكب ضمن حزام الكويكبات؛ وترتيبه 37865 من حيث الاكتشاف.
اكتُشف هذا الجُرم الفلكي بواسطة OCA–DLR Asteroid Survey ‏ في 28 مارس 1998.

## وصلات خارجية
- (37865) 1998 FS15 في قاعدة بيانات مختبر الدفع النفاث لأجرام النظام الشمسي الصغيرة

- الاكتشاف · مخطط المدار ·  العناصر المدارية · المعلمات المادية

- (37865) 1998 FS15 على موقع ويكي سكاي: DSS2, SDSS, GALEX, IRAS, Hydrogen α, X-Ray, Astrophoto, Sky Map, Articles and images